# Ballaststoff

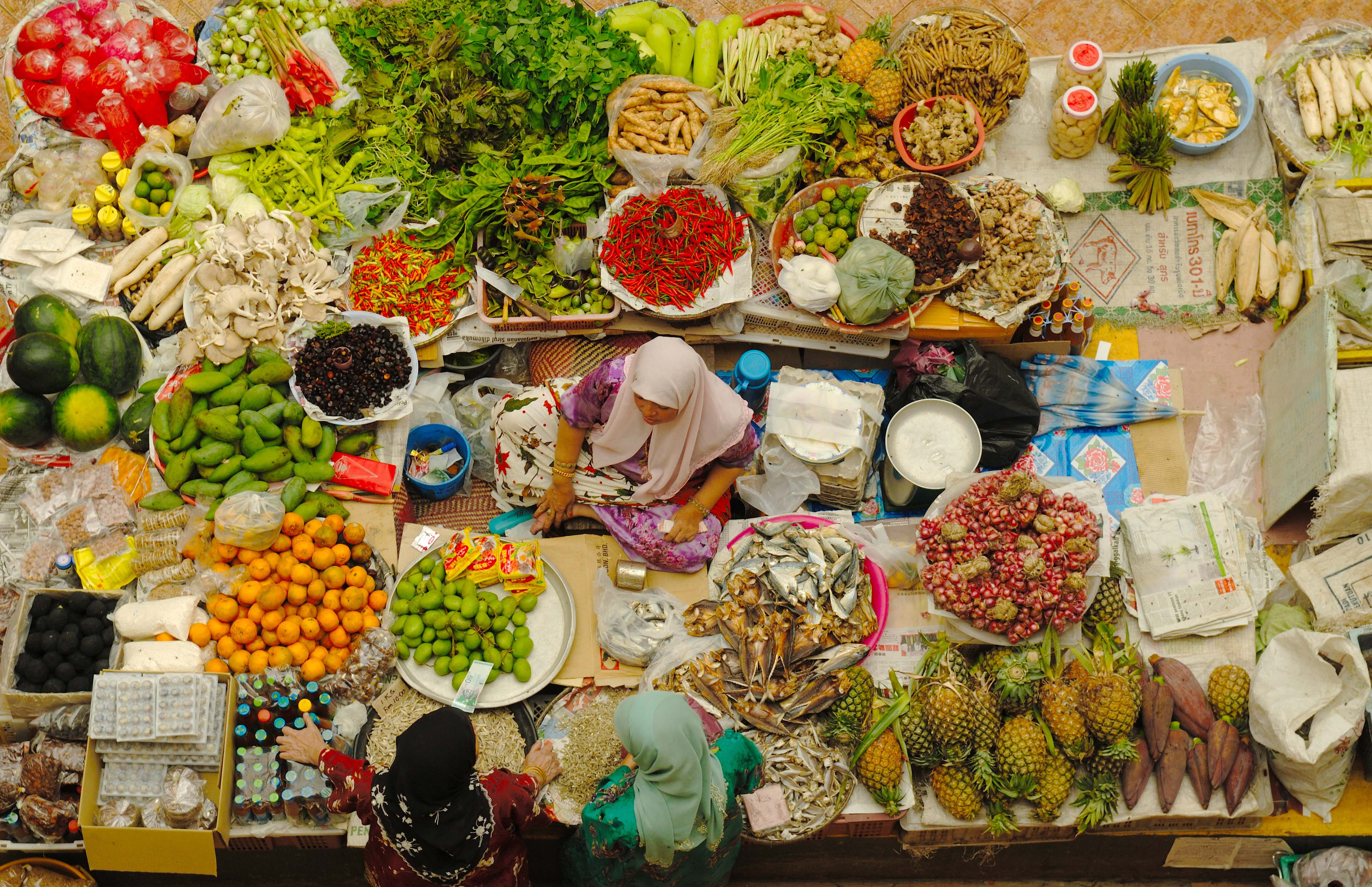
Ballaststoffreiche Lebensmittel wie Getreide, Obst, Gemüse und Hülsenfrüchte auf einem Marktstand in Malaysia

Ballaststoffe sind weitgehend unverdauliche Nahrungsbestandteile, meist Kohlenhydrate, die vorwiegend in pflanzlichen Lebensmitteln vorkommen. Sie finden sich vor allem in Vollkorngetreide, Hülsenfrüchten, Obst, Gemüse, Nüssen und Saaten.
Anders als die Bezeichnung nahelegt, gelten Ballaststoffe mittlerweile als wichtiger Bestandteil der menschlichen Ernährung. Sie beugen einer Vielzahl ernährungsmitbedingter Krankheiten vor. In Deutschland nehmen 75 % der Frauen und 68 % der Männer weniger als 30 g Ballaststoffe pro Tag zu sich, dem Richtwert der Deutschen Gesellschaft für Ernährung.
Ballaststoffe werden in wasserlösliche (wie Johannisbrotkernmehl, Guar, Pektin und Dextrine) und wasserunlösliche (zum Beispiel Cellulose) eingeteilt. Sie sind nicht energielos. Einige Ballaststoffe können mithilfe von Darmbakterien zu kurzkettigen Fettsäuren aufgeschlossen werden. Die EU-Verordnung zur Nährwertkennzeichnung weist ihnen einen pauschalen Brennwert von 8 kJ/g (≈2 kcal/g) zu.

## Definitionen
Der in der Nährwertetabelle angegebene Ballaststoffgehalt eines Lebensmittels unterliegt gesetzlichen Bestimmungen. § 2 Nr. 11 der Nährwert-Kennzeichnungsverordnung (NKV) und Anhang I Nr. 12 der Lebensmittelinformationsverordnung definieren u. a.:
- „Ballaststoffe“ bedeutet Kohlenhydratpolymere mit drei oder mehr Monomereinheiten, die im Dünndarm des Menschen weder verdaut noch absorbiert werden und zu folgenden Klassen zählen:
  - essbare Kohlenhydratpolymere, die in Lebensmitteln, wenn diese verzehrt werden, auf natürliche Weise vorkommen;
  - essbare Kohlenhydratpolymere, die auf physikalische, enzymatische oder chemische Weise aus Lebensmittelrohstoffen gewonnen werden;
  - essbare synthetische Kohlenhydratpolymere, die laut allgemein anerkannten wissenschaftlichen Nachweisen eine positive physiologische Wirkung besitzen.

### Abgrenzung zu Rohfaser
Der Ausdruck Rohfaser (engl. crude fiber) wurde vor mehr als 100 Jahren in der Futtermittelanalytik geprägt. Da manche Ballaststoffe eine faserige Struktur haben, werden sie oft irrtümlich mit diesen gleichgesetzt. Der Ballaststoffgehalt von Nahrungsmitteln übersteigt immer den Rohfasergehalt, der fast ausschließlich aus Cellulose besteht. Rohfasern machen ein Sechstel bis zur Hälfte des gesamten Ballaststoffgehalts eines Lebensmittels aus. Bei Getreide und Hülsenfrüchten sind es ein Sechstel bis zu einem Viertel, bei Obst und Gemüse ein Drittel bis zur Hälfte.

## Arten und Vorkommen
Ballaststoffe kommen in pflanzlichen Nahrungsmitteln in unterschiedlicher Menge vor. Man teilt Ballaststoffe grob in wasserunlösliche und wasserlösliche ein. Als Verdickungsmittel (siehe auch Schleimstoffe) werden einige speziell zur Verwendung als Lebensmittelzusatzstoff produziert (Alginate als Salze der Alginsäure aus verschiedenen Algen, Agar ebenfalls aus Algen, Xanthan usw.).
| Nährstoff                      | E-Nummer      | Vorkommen / Gewinnung                                                              |
| ------------------------------ | ------------- | ---------------------------------------------------------------------------------- |
| Wasserunlösliche Ballaststoffe |               |                                                                                    |
| β-Glucane                      |               |                                                                                    |
| Cellulose                      | E 460         | Getreide, Obst, Gemüse (alle Pflanzen)                                             |
| Chitin                         | —             | in Pilzen, Exoskelett von Insekten und Krustentieren                               |
| Hemicellulosen                 |               | Getreide, Kleie, Holz, Hülsenfrüchte                                               |
| Hexosane                       | —             | Weizen, Gerste                                                                     |
| Pentosane                      | —             | Roggen, Hafer                                                                      |
| Arabinoxylan                   | —             | einige Vertreter sind unlöslich                                                    |
| Arabinogalactane               | —             |                                                                                    |
| Lignin                         | —             | Obstkerne, Gemüse (Fäden bei grünen Bohnen), Getreide                              |
| Xanthan                        | E 415         | Gewinnung mit Xanthomonas-Bakterien aus zuckerhaltigen Substraten                  |
| Wasserlösliche Ballaststoffe   |               |                                                                                    |
| β-Glucane                      |               |                                                                                    |
| Lichenin                       | —             | Hafer & Gerste = 6–8 %; Weizen & Roggen < 2 %                                      |
| Hemicellulosen                 | —             | Getreide, Kleie, Holz, Hülsenfrüchte                                               |
| Pentosane                      | —             | Roggen, Hafer                                                                      |
| Arabinoxylan                   | —             | einige Vertreter sind löslich                                                      |
| Fructane                       |               | ersetzen oder ergänzen in einigen Pflanzentaxa die Stärke als Speicherkohlenhydrat |
| Inulin                         | —             | in verschiedenen Pflanzen, z. B. Yacon, Topinambur, Chicorée etc.                  |
| Polyuronide                    |               |                                                                                    |
| Pektin                         | E 440         | in der Obstschale (besonders Äpfel, Quitten), Gemüse                               |
| Alginsäure (Alginate)          | E 400 – E 407 | in Algen                                                                           |
| Natriumalginat                 | E 401         |                                                                                    |
| Kaliumalginat                  | E 402         |                                                                                    |
| Ammoniumalginat                | E 403         |                                                                                    |
| Calciumalginat                 | E 404         |                                                                                    |
| Propylenglycolalginat (PGA)    | E 405         |                                                                                    |
| Agar                           | E 406         |                                                                                    |
| Carrageen                      | E 407         | Rotalgen                                                                           |
| Raffinose                      | —             | ersetzen oder ergänzen in Hülsenfrüchten die Stärke als Speicherkohlenhydrat       |
| Polydextrose                   | E 1200        | synthetisches Polymer, ca. 1 kcal/g                                                |

### Ballaststoffgehalte verschiedener Lebensmittel
Der Ballaststoffgehalt der Lebensmittel ist sehr unterschiedlich. Neben dem absoluten Gehalt ist das Verhältnis zum Kohlenhydratgehalt von ernährungsphysiologischem Interesse.
Die folgenden Tabellen geben einige Beispiele an. Auf eine ausführlichere Tabelle wird in den Weblinks verwiesen. Nach der vom Max Rubner-Institut herausgegebenen Nationalen Verzehrsstudie II sind Getreideerzeugnisse mit 41 % die wichtigste Ballaststoffquelle der Deutschen, vor Obst (21 %) und Gemüse (16 %). Alle deutschen Typenmehle können nach den restriktiven EU-Richtlinien als Ballaststoffquelle bezeichnet werden, da sie mehr als 3 % Ballaststoffe aufweisen.
Ballaststoffe können bis zum 100fachen ihres Eigengewichtes an Wasser binden. Sehr ballaststoffhaltige Produkte wie Leinsamen oder Weizenkleie sollten von ausreichend Flüssigkeit begleitet werden, da der Verdauungsbrei sonst im Darm verhärtet und eine Verstopfung begünstigt statt ihr entgegenzuwirken.
| Ballaststoffgehalt | Lebensmittel |
| ------------------ | --- |
| >10 %              | Roggen, Roggenknäckebrot, Roggenvollkornmehl/-schrot, Weizenspeisekleie |
| 5 % … 10 %         | Datteln, Dinkel, Erdnüsse, Feigen, Gerste, Graupen, Hafer entspelzt, Haferflocken, Haselnüsse, Holunderbeeren, Mais, Mandeln, Nüsse, Pumpernickel, Quitten, Roggenmehl: alle Mehltypen, Roggenmischbrot, Schwarze Johannisbeeren, Sultaninen, Vollkornbrot, Vollkornnudeln, Walnüsse, Weizen, Weizengrieß, Weizenmehl Type 1050 |
| 2 % … 4,9 %        | Äpfel, Aprikosen, Artischocken, Avocados, Bananen, Birnen, Blumenkohl, Bohnen, Erbsen, Fenchel, Grünkohl, Heidelbeeren, Himbeeren, Kürbis, Linsen, Möhren/Karotten, Rosenkohl, Sauerkraut, Toastbrot, Weizenbrötchen, Weizenmischbrot, Weizenmehl: Type 405 und 550, Zwiebeln                                                   |
| <2 %               | Ananas, Auberginen, Erdbeeren, Gurken, Kartoffeln, Kirschen, Kopfsalat, Mandarinen, Melonen, Pfirsiche, Pflaumen, Spargel, Spinat, Tomaten, Weintrauben, Zucchini |

Gesamtballaststoffe in g je 100 g des jeweiligen Lebensmittels (alle Angaben beziehen sich auf das verzehrsfertige Frischgewicht, übliche Verzehrform)
| Getreide und Getreidenährmittel |      |
| ------------------------------- | ---- |
| Reis, poliert                   | 2,1  |
| Mais, Korn                      | 7,7  |
| Gerste, entspelzt               | 8,7  |
| Hafer, entspelzt                | 9,3  |
| Weizen                          | 9,6  |
| Dinkel, Grünkern                | 9,9  |
| Roggen                          | 13,4 |
| Cornflakes                      | 4,0  |
| Gerstengraupen                  | 4,6  |
| Weizengrieß                     | 7,1  |
| Haferflocken                    | 9,5  |
| Weizenspeisekleie               | 49,3 |

| Getreidemahlerzeugnisse, Brot, Kleingebäck |      |
| ------------------------------------------ | ---- |
| Weizenmehl Type 405                        | 3,2  |
| Weizenmehl Type 550                        | 3,5  |
| Weizenmehl Type 1050                       | 5,2  |
| Weizenvollkornmehl/-schrot                 | 10,0 |
| Roggenmehl Type 815                        | 6,5  |
| Roggenmehl Type 997                        | 6,9  |
| Roggenmehl Type 1150                       | 7,7  |
| Roggenvollkornmehl/-schrot                 | 13,5 |
| Weizenbrötchen                             | 3,4  |
| Toastbrot                                  | 3,8  |
| Weizenmischbrot                            | 4,8  |
| Roggenmischbrot                            | 6,0  |
| Roggenknäckebrot                           | 14,1 |

| Leguminosen/Hülsenfrüchte |      |
| ------------------------- | ---- |
| Sojabohne                 | 16,6 |
| Erdnuss                   | 7,5  |
| Erbse                     | 18,7 |
| Gartenbohne               | 19,2 |
| Feuerbohne                | 17,2 |
| Limabohne                 | 13,5 |
| Urdbohne                  | 16,6 |
| Mungbohne                 | 21,7 |
| Augenbohne                | 16,1 |
| Goabohne                  | 5,8  |
| Kichererbse               | 10,7 |
| Saubohne                  | 18,1 |
| Linse                     | 11,9 |
| Anden-Lupine              | 7,1  |
| Weiße Lupine              | 6,5  |
| Gelbe Lupine              | 16,6 |

| Leguminosen/Hülsenfrüchte |      |
| ------------------------- | ---- |
| Sojabohne                 | 16,6 |
| Erdnuss                   | 7,5  |
| Erbse                     | 18,7 |
| Gartenbohne               | 19,2 |
| Feuerbohne                | 17,2 |
| Limabohne                 | 13,5 |
| Urdbohne                  | 16,6 |
| Mungbohne                 | 21,7 |
| Augenbohne                | 16,1 |
| Goabohne                  | 5,8  |
| Kichererbse               | 10,7 |
| Saubohne                  | 18,1 |
| Linse                     | 11,9 |
| Anden-Lupine              | 7,1  |
| Weiße Lupine              | 6,5  |
| Gelbe Lupine              | 16,6 |

| Gemüse und Salat |     |
| ---------------- | --- |
| Gurke            | 0,9 |
| Zucchini         | 1,1 |
| Spinat           | 1,2 |
| Tomaten          | 1,3 |
| Spargel          | 1,4 |
| Blattsalat       | 1,6 |
| Kartoffel        | 1,9 |
| Blumenkohl       | 2,9 |
| Weißkohl         | 3,0 |
| Rosenkohl        | 4,4 |

| Obst         |     |
| ------------ | --- |
| Wassermelone | 0,2 |
| Ananas       | 1,4 |
| Weintrauben  | 1,6 |
| Pflaume      | 1,7 |
| Banane       | 2,0 |
| Apfel        | 2,3 |
| Kiwi         | 3,9 |
| Heidelbeeren | 4,9 |

| Trockenobst, Nüsse |     |
| ------------------ | --- |
| Sultaninen         | 5,4 |
| Pflaumen           | 9,0 |
| Datteln            | 9,2 |
| Feigen             | 9,6 |
| Walnüsse           | 4,6 |
| Erdnüsse           | 7,1 |
| Haselnüsse         | 7,4 |
| Mandeln            | 9,8 |
| Cashewnüsse        | 3,0 |

| Obst         |     |
| ------------ | --- |
| Wassermelone | 0,2 |
| Ananas       | 1,4 |
| Weintrauben  | 1,6 |
| Pflaume      | 1,7 |
| Banane       | 2,0 |
| Apfel        | 2,3 |
| Kiwi         | 3,9 |
| Heidelbeeren | 4,9 |

| Trockenobst, Nüsse |     |
| ------------------ | --- |
| Sultaninen         | 5,4 |
| Pflaumen           | 9,0 |
| Datteln            | 9,2 |
| Feigen             | 9,6 |
| Walnüsse           | 4,6 |
| Erdnüsse           | 7,1 |
| Haselnüsse         | 7,4 |
| Mandeln            | 9,8 |
| Cashewnüsse        | 3,0 |

## Eigenschaften und Wirkungen
Ballaststoffe sind vollständig oder teilweise unverdaulich, weil im Verdauungstrakt entweder kein Enzym zur Spaltung der vorliegenden (glycosidischen) Bindung oder kein Transportprotein für den aktiven Transport durch die Zellmembran aus dem Darm in die Darmschleimhaut gebildet wird. Der Mensch beispielsweise besitzt Enzyme, um glycosidische Bindungen vom Typ α-1→2 (Saccharose) oder α-1→4 (z. B. Maltose) zu spalten, aber keines für Verbindungen mit dem β-1→4-Typ (Cellulose). Ebenso besitzt der Mensch eine ganze Reihe von Glucosetransportern. Im Falle von Isomalt liegt eine Bindung vor, die gespalten werden kann; die Glucose, die 50 % ausmacht, wird durch die Darmwand resorbiert und in den Körperzellen metabolisiert, das Sorbitol und das Mannitol (je 25 %) hingegen können nicht durch die Darmwand resorbiert werden.

### Magen
Ballaststoffe in der Nahrung vergrößern das Nahrungsvolumen, ohne zugleich den Energiegehalt bedeutend zu steigern. Einige Ballaststoffe wie Kleie oder Flohsamenschalen können sehr viel Wasser binden. Sofern sie nicht schon vor der Aufnahme hinreichend gequollen sind, nehmen sie im Magen weiteres Wasser auf. Die daraus resultierende Volumenzunahme führt zu einer weiteren Dehnung des Magensackes nach der Mahlzeit, die ihrerseits zu einer Senkung des appetitanregenden Ghrelin-Spiegels und somit zur Zunahme des Sättigungsgefühls führt.
Ballaststoffe verlängern die Magenverweildauer des Speisebreis. Der Quellvorgang sowie die weitere Zufuhr von Flüssigkeit durch externe Aufnahme oder Sezernierung im Magen benötigen einige Zeit, bis die zur Magenpassage des Nahrungsbreis nötige Mindestfluidität bzw. Maximalviskosität erreicht ist.

### Darm
Die im Speisebrei vorhandenen Ballaststoffe binden Wasser und führen zu einer Zunahme des Volumens. Der Druck, den ballaststoffreicher Speisebrei auf die Darmwand ausübt, regt die Peristaltik an, was die Verweildauer ballaststoffreicher Kost im Darm verkürzt (im Gegensatz zum Magen).
Kein höheres Tier besitzt eigene Enzyme zur Spaltung wasserunlöslicher Ballaststoffe, insbesondere Cellulose. Wiederkäuer können Cellulose mithilfe der Mikroorganismen, die ihren Pansen besiedeln, dennoch enzymatisch spalten. Im Dünn- und auch im Dickdarm dagegen fehlen entsprechende Bakterien, so dass wasserunlösliche Ballaststoffe den weiteren Verdauungstrakt praktisch unverändert passieren.
Ein Teil der wasserlöslichen Ballaststoffe wird durch Enzyme der Darmflora des Dickdarms fermentiert (siehe Präbiotika). Dabei entstehen verschiedene Mengen an geruchlosen Gasen wie z. B. Kohlenstoffdioxid, Methan und Wasserstoff, aber auch kurzkettige Fettsäuren (engl. short chain fatty acids, SCFA) wie Acetat, Propionat und Butyrat, die gegenüber mittel- und langkettigen Fettsäuren eine Reihe von Besonderheiten aufweisen (siehe Fettverdauung). Sie werden von der Dickdarmschleimhaut weitgehend resorbiert und tragen zur Ernährung der Schleimhautzellen bei. Durch die Senkung des pH-Werts regulieren sie auch die Zusammensetzung der Darmflora und unterdrücken etwa Clostridium difficile.
Neuere Forschungsergebnisse weisen auf eine weitreichende Bedeutung kurzkettiger Fettsäuren für die Gesundheit hin, etwa durch Stimulation des Immunsystems und Regulation der Glukose- und Cholesterin-Werte des Bluts.
Einige Ballaststoffe werden von Pflanzen gebildet, um Fraßfeinde abzuwehren. Solche schlecht verdauten Ballaststoffe können in toxische Gärungsalkohole und biogene Amine umgesetzt werden, welche Darmschleimhaut und Immunabwehr schädigen.
Neben Wasser binden Ballaststoffe auch Mineralstoffe, Toxine, Gallensäuren sowie Mikroorganismen, die dann im Stuhl ausgeschieden werden. Bei ausgewogener Mischkost stellt das kein Problem dar, bei zusätzlicher Zufuhr von Ballaststoffen (etwa als Nahrungsergänzungsmittel) kann jedoch längerfristig ein Mineralstoffmangel auftreten.
Bei ballaststoffarmer Ernährung erhöht sich der Anteil der Darmbakterien, die Aminosäuren (Eiweiße) und Fette verstoffwechseln, während eine ballaststoffreiche Ernährung die Aminosäureproduktion der Darmflora fördert.

## Ernährungsphysiologische Einschätzung
Ballaststoffe verringern das Auftreten zahlreicher ernährungsmitbedingter Krankheiten, insbesondere Adipositas, Bluthochdruck und koronare Herzkrankheit (KHK). Ballaststoffe aus Vollkornprodukten wirken sich positiv auf den Cholesterinspiegel aus und senken das Risiko für Diabetes mellitus Typ 2, Bluthochdruck und Koronare Herzkrankheit. Ballaststoffe aus Obst können das Risiko für Fettstoffwechselstörungen senken.
Die Vorstellung, dass eine ballaststoffreiche Kost gesundheitsförderlich ist und der Vorbeugung gegen Zivilisationskrankheiten dient, basiert u. a. auf einer epidemiologischen Studie von Burkitt und Trowell in den 1970er Jahren, die nahelegte, dass Afrikaner, die sich ballaststoffreich ernähren, erheblich seltener an bestimmten Zivilisationskrankheiten erkranken als Europäer und Amerikaner mit moderner, ballaststoffarmer Kost. Aufgrund methodischer Mängel gilt diese Studie heute nicht mehr als Nachweis der gesundheitsfördernden Wirkung.

### Cholesterin
Eine ballaststoffreiche Ernährung hat möglicherweise einen cholesterinsenkenden Effekt.
Der Stuhl ist die einzige Möglichkeit des menschlichen Körpers, Cholesterin auszuscheiden. Ballaststoffe erhöhen die Gallensäureausscheidung über den Stuhl, indem sie Gallensäuren bzw. deren Salze binden und so ihre Rückresorption im Ileum verhindern. Dies wiederum führt zu einer kompensatorisch gesteigerten Gallensäuresynthese, die ihrerseits Cholesterin verbraucht.
Einige Studien fanden keine cholesterinsenkende Wirkung.

#### Koronare Herzkrankheit
Mehrere Studien belegen, dass eine ballaststoffreiche Kost das Risiko, an der Koronaren Herzkrankheit zu erkranken, und somit das Risiko, einen Herzinfarkt zu erleiden, vermindert.
Ein möglicher Mechanismus hierfür könnte der cholesterinsenkende Effekt der Ballaststoffe sein.
In einem Tierversuch fütterten Forscher Mäuse mit hohem Blutdruck mit Propionat, welches natürlicherweise im Darm entsteht (siehe oben). Danach hatten die Tiere weniger ausgeprägte Herzschäden oder abnormale Vergrößerungen des Organs, was sie weniger anfällig für Herzrhythmusstörungen machte. Auch Gefäßschäden, wie z. B. Atherosklerose, nahmen bei Mäusen ab. Das Forschungsteam hofft nun, ihre Ergebnisse zu bestätigen, indem es die Auswirkungen der Substanz auf den Menschen untersucht.

#### Cholezystolithiasis (Gallensteinleiden)
Es gibt Hinweise darauf, dass eine ballaststoffreiche Kost das Risiko der Bildung von cholesterinhaltigen Gallensteinen reduziert. Dieser Umstand könnte auf die erhöhte Ausscheidung von Gallensäure im Stuhl zurückzuführen sein.

### Blutzuckerspiegel
Ballaststoffe senken die glykämische Last des Nahrungsbreis.
Aus ballaststoffreicher Nahrung werden die Kohlenhydrate im Darm langsamer aufgenommen. Dies bewirkt einen langsameren Blutzuckeranstieg nach dem Essen und dementsprechend weniger steilen späteren Blutzuckerabfall nach der Spaltung der Stärke. Deshalb wird Diabetikern empfohlen, sich ballaststoffreich zu ernähren.
Unlösliche Ballaststoffe (Cellulose, Hemicellulose, Lignin) verbessern den Blutzuckerspiegel bei Menschen mit Prädiabetes, insbesondere wenn eine Kombination aus gestörtem Nüchternzucker und gestörter Glukosetoleranz vorliegt.

### Zahnkaries
Eine ballaststoffreiche Ernährung regt zum ausgiebigen Kauen an. Sie massiert und strafft das Zahnfleisch und reinigt mechanisch Teile der Zahnoberfläche. Reichliches Kauen erhöht außerdem die Speichelmenge. Speichel wirkt als pH-Puffer und das im Speichel enthaltene Kalziumphosphat sorgt für eine Remineralisation des Zahnschmelzes.

### Divertikulose/Divertikulitis
Zur Wirkung von Ballaststoffen auf Patienten mit Divertikulose und deren entzündlicher Form, der Divertikulitis, gibt es unterschiedliche Studien, die teilweise zu gegensätzlichen Ergebnissen kommen.
Eine Studie besagt, dass eine ballaststoffarme Kost das Auftreten dieser Krankheiten begünstigt und dass die Divertikulose durch ballaststoffreiche Kost behandelt werden kann. Dies konnte dadurch belegt werden, dass man bei Divertikulose-Patienten einen hohen Druck im Dickdarminneren fand, der sich durch Langzeitbehandlung mit Weizenkleie gegenüber Placebo signifikant senken ließ. Dieser hohe Druck wird neben anderen Faktoren für die Entstehung der Dickdarm-Divertikel (Ausstülpungen) verantwortlich gemacht.
Es gibt jedoch auch eine Studie, die zu dem Schluss kommt, dass ballaststoffreiche Kost das Risiko, an Divertikulose bzw. Divertikulitis zu erkranken, sogar erhöht.

### Darmkrebs
Es wird davon ausgegangen, dass das individuelle Darmkrebsrisiko von der genetischen Prädisposition, der Belastung der Nahrungsmittel mit Karzinogenen, der Nahrungszusammensetzung sowie der Ernährungsweise insgesamt abhängig ist. Umstritten ist, welchen Anteil die einzelnen Faktoren an Zunahme oder Abnahme des Risikos haben. Es wird vermutet, dass die beschleunigte Darmpassage durch ballaststoffreiche Kost den im Nahrungsbrei mehr oder weniger reichlich vorhandenen Karzinogenen weniger Zeit lässt, auf die Darmwand einzuwirken.
Experimentelle Befunde in vitro belegen, dass das bei der Ballaststoff-Fermentation gebildete Butyrat (s. o.) einer gestörten Zellvermehrung vorbeugt und damit die Krebsentstehung hemmt. Diese Befunde lassen sich jedoch nicht ohne Weiteres auf das In-vivo-Milieu im Darm des Menschen übertragen.
Biopsien belegen, dass rund 90 Prozent aller Darmkrebsfälle sich entweder aus Dickdarmpolypen oder aus Adenomen entwickeln. Eine Vermeidung von Polypen oder Adenomen durch eine ballaststoffreiche Kost konnte bislang nicht nachgewiesen werden. Auch sind keine Studien bekannt, die belegen, dass eine ballaststoffreiche Ernährung das Risiko der Entartung von benignen zu malignen Tumoren senkt.
Die Studienlage ist uneinheitlich: Die Metaanalyse von fünf Interventionsstudien zeigte keinen vor Darmkrebs schützenden Effekt. Dagegen belegt die EPIC-Studie, dass eine ballaststoffreiche Ernährung das Darmkrebsrisiko um ca. 40 Prozent senkt. Der Grund für die Diskrepanz könnte in der uneinheitlichen Ausführung der klinischen Studien liegen. So kann die EPIC-Studie z. B. Störfaktoren nicht ausschließen.

### Aktuelle Empfehlungen
Die Deutsche Gesellschaft für Ernährung (DGE) empfiehlt, täglich mindestens 30 Gramm Ballaststoffe zu sich zu nehmen, am besten durch Vollkornprodukte, Gemüse, frisches oder getrocknetes Obst und Nüsse. Auf eine gleichzeitige ausreichende Flüssigkeitszufuhr ist zu achten. Die Nationale Verzehrsstudie II ergab allerdings, dass 68 Prozent der Männer und 75 Prozent der Frauen deutlich weniger Ballaststoffe zu sich nehmen.
Der Verband für Unabhängige Gesundheitsberatung (UGB) empfiehlt, die Ballaststoffzufuhr nur schrittweise anzuheben. Dies kann durch einen gesteigerten Verzehr von bissfest gegartem Gemüse und eine spätere langsam gesteigerte Aufnahme von Rohkost erfolgen. Auch kann Weißmehl schrittweise durch Vollkornmehl ersetzt werden. Eine hohe Ballaststoffzufuhr wird durch Vollwerternährung erreicht.
Die FoodDrinkEurope (FDE) empfiehlt in ihren Guideline Daily Amounts 25 Gramm pro Tag.
Die Harvard School of Public Health empfiehlt die tägliche Aufnahme von mindestens 20 Gramm, am besten in Form von Vollkornprodukten, Obst, Gemüse, Hülsenfrüchten und Nüssen. Die American Heart Association empfiehlt täglich 25 Gramm.